# Université catholique du Sacré-Cœur

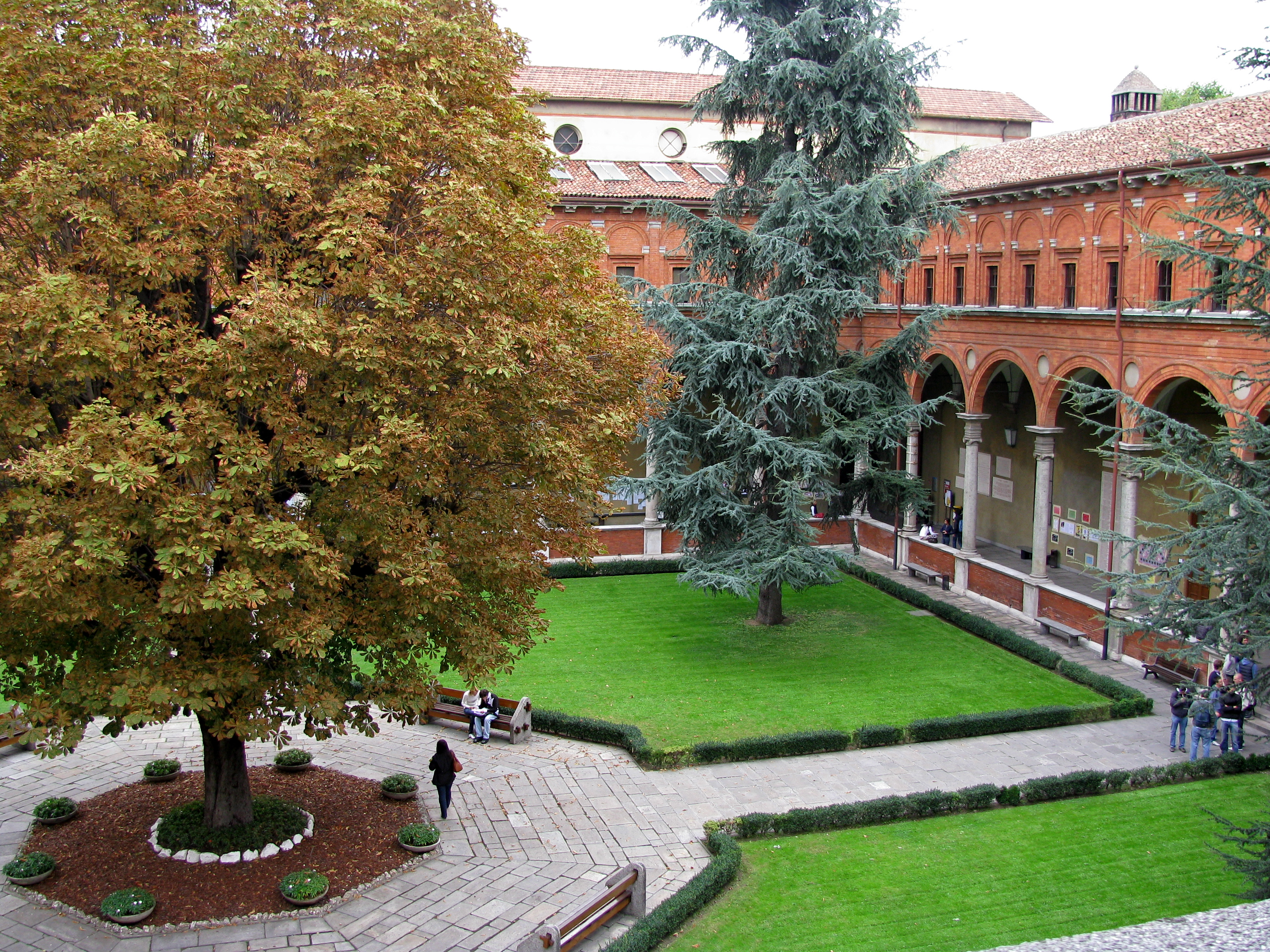
Le cloître

L'université catholique du Sacré-Cœur (en italien, Università Cattolica del Sacro Cuore, UCSC) est une université italienne qui a différents sièges à Milan (principal), Brescia, Plaisance-Crémone et Rome.

## Siège et facultés
- siège de Milan, facultés d'économie, droit, lettres et philosophie, psychologie, sciences bancaires, financières et assurances, sciences de la formation, sciences linguistiques et littératures étrangères, sciences politiques, sociologie[1]
- siège de Brescia, facultés de lettres et philosophie, sciences de la formation, sciences linguistiques et de littératures étrangères, sciences mathématiques, physiques et naturelles, sociologie, Institut supérieur de sciences de la religion[2]
- siège de Plaisance-Crémone, facultés : agronomie, économie, droit, sciences de la formation, sociologie[3]
- siège de Rome, facultés de médecine et de chirurgie, d'économie[4]

## Présidents
- 1921-1959 : Agostino Gemelli
- 1959-1965 : Francesco Vito
- 1965-1968 : Ezio Franceschini
- 1968-1983 : Giuseppe Lazzati
- 1983-1998 : Adriano Bausola
- 1998-2002 : Sergio Zaninelli
- 2002-2012 : Lorenzo Ornaghi
- Depuis 2012 : Franco Anelli